# Šumice u Uherského Brodu
Šumice (deutsch Schumitz) ist eine Gemeinde in Tschechien. Sie liegt sechs Kilometer östlich von Uherský Brod und gehört zum Okres Uherské Hradiště.

## Geographie
Šumice liegt am westlichen Fuße der Weißen Karpaten. Das Dorf befindet sich im Tal der Olšava an den Einmündungen der Bäche Ovčírka und Ledský potok. Nördlich erhebt sich die Goliáška (369 m), im Nordosten die Babí horka (384 m), südöstlich die Vrchůvky (355 m), im Süden die Černá hora (319 m) sowie nordwestlich die Zmoly (347 m). Durch den Ort führt die Bahnstrecke Brno–Vlárský průsmyk.
Nachbarorte sind Nivky, Polichno und Rudice im Norden, Kvašňová und Ústsko im Nordosten, Bojkovice und Záhorovice im Osten, Nezdenice und Nový Dvůr im Südosten, Bánov und Jakubovec im Süden, Šumické pole-Králov, Nivnice und Nivnický Dvůr im Südwesten, Uherský Brod, Těšov und Újezdec im Westen sowie Prakšice, Pašovice und Maršov im Nordwesten.

## Geschichte

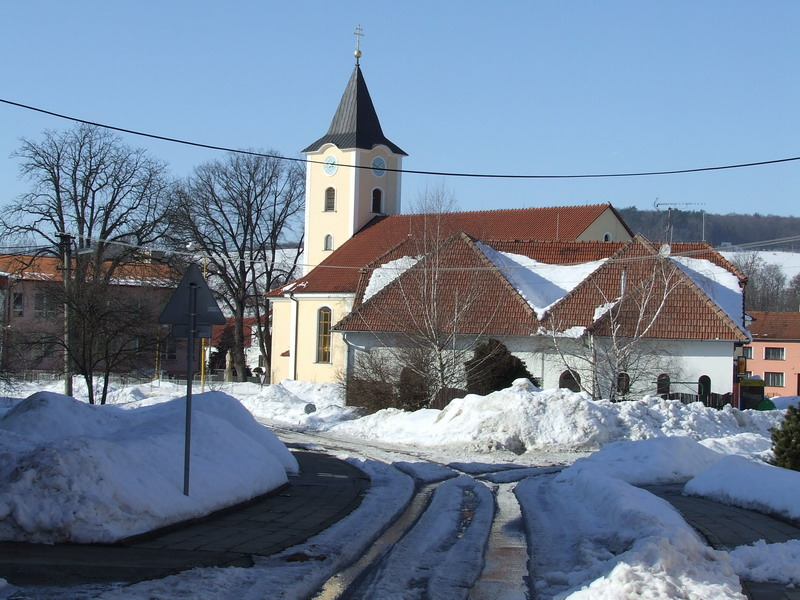
Kirche Mariä Himmelfahrt

Die erste schriftliche Erwähnung von Schumitz erfolgte um 1380, als Hynek von Waldstein das Dorf an Jan von Meziříčí verkaufte. Von diesem erwarb 1397 Aleš von Cimburg den Besitz. Ihm folgte Jan von Cimburg, der Schumitz mit dem Hof und der Mühle 1406 an Martin von Hirsfeld verkaufte. Seit 1447 ist der Ortsname Šumice überliefert. Nachfolgende Besitzer waren die Brüder Tas, Dobeš und Beneš von Boskowitz, die Šumice 1471 Klement von Bráník überließen. Dieser verkaufte Šumice 1477 einschließlich des Hofes und der Schenke für 1000 Ungarische Gulden an Jan Plankar, der die Güter seiner Herrschaft Brod zuschlug. Seit 1509 waren die Herren von Kunovice Besitzer der Herrschaft. Aus dem Jahre 1526 stammt die erste Nachricht über eine Kirche in Šumice, die zum Ende des 16. Jahrhunderts als protestantisches Gotteshaus diente. Šumice war zu Beginn des 17. Jahrhunderts ein großes Dorf und bestand aus 110 Häusern, dem Hof, zwei Mühlen und einer Schenke. Beim Einfall der Truppen Stephan Bocskais wurde das Dorf am 16. Juni 1605 niedergebrannt. 1611 verkaufte Jetřich von Kunovice Uherský Brod mit allem Zubehör an Ulrich von Kaunitz. Die katholische Pfarre in Šumice wurde 1651 erneuert und die Kirche der Jungfrau Maria geweiht. 1663 fielen die Türken unter Ahmed Köprülü in Šumice ein und ermordeten 48 Einwohner; zugleich trieben sie 38 Pferde, 138 Rinder und 1167 Schafe fort. Im Jahre 1671 wurde das Dorf als Ssumitz/Šumice bezeichnet. Im Hufenregister von 1676 sind für Šumice 96 Anwesen ausgewiesen, von denen 16 wüst lagen. Zu den weiteren Besitzern gehörten von 1676 bis 1705 Dominik Andreas I. von Kaunitz, von 1746 bis 1794 Wenzel Anton Graf Kaunitz, dem österreichischen Staatskanzler, sowie von 1812 bis 1848 Alois Wenzel von Kaunitz. Zwischen 1801 und 1817 erfolgte eine Instandsetzung der maroden Kirche einschließlich der Errichtung eines neuen hölzernen Turmes. Bis zur Mitte des 19. Jahrhunderts blieb Šumice immer der Herrschaft Uherský Brod untertänig.
Nach der Aufhebung der Patrimonialherrschaften bildete Šumice/Schumitz ab 1850 eine Gemeinde in der Bezirkshauptmannschaft Uherský Brod. Zu dieser Zeit wandelte sich der Charakter von Šumice von einem landwirtschaftlich geprägten Ort zu einem Maurerdorf. Die Kirche wurde 1861 mit finanzieller Unterstützung durch Albrecht von Kaunitz umgebaut, dabei entstand ein steinerner Kirchturm und der Eingangsbereich wurde verlängert. Zwischen 1883 und 1887 wurde die Wlarabahn errichtet; 1888 nahm sie den Verkehr auf. 1911 gab es in Šumice 216 Maurer, ein Großteil wanderte in die Metropolen Budapest, Wien und Hamburg ab. 1919 wurde Šumice durch ein schweres Hochwasser der Olšava überflutet. Dabei wurden 71 Häuser und 32 Stadel sowie die Eisenbahnbrücken zerstört und weitere 50 Häuser beschädigt. In den Jahren 1927 und 1928 erfolgte eine Regulierung der Olšava und Ovčírka sowie die Trockenlegung der Feuchtgebiete in Richtung Nezdenice und Rudice. 1950 wurde mit dem Bau einer neuen Kirche begonnen, von der wegen der politischen Verhältnisse lediglich die Grundmauern fertiggestellt werden konnten. Das für den Kirchenbau beschaffte Baumaterial wurde für ein Kulturhaus und einen Kuhstall verwendet. Nach der Aufhebung des Okres Uherský Brod wurde die Gemeinde Ende 1960 dem Okres Uherské Hradiště zugeordnet. 1961 entstand auf dem für die neue Kirche vorgesehenen Platz eine Turnhalle für die Grundschule. 1997 weihte Papst Johannes Paul II. in Prag den Grundstein für den Bau einer neuen Kirche. Seit 2005 führt Šumice ein Wappen und Banner.

## Gemeindegliederung
Für die Gemeinde Šumice sind keine Ortsteile ausgewiesen.

## Sehenswürdigkeiten
- Kirche Mariä Himmelfahrt, errichtet 1998–2000, geweiht wurde sie am 25. Juni 2000 durch Erzbischof Jan Graubner. Die alte Kirche wurde ab 1989 bis auf den Turm abgebrochen. Dessen Abriss erfolgte 1999 wegen seines schlechten Bauzustandes.
- Heimatmuseum